# Christopher Polhem
Christopher Polhammar (Gotland, Suécia, 18 de dezembro de 1661 - 30 de agosto de 1751), mais conhecido como Christopher Pollem, foi um engenheiro, cientista, inventor e industrialista sueco. Fez significativas contribuições para a economia e indústria suecas, particularmente no campo da mecânica e da mineração.
Entre as suas invenções e construções estão relógios de grandes dimensões, pontes, comportas, máquinas de mineração, o cadeado sueco (polhemslås), etc... É considerado o "pai da mecânica sueca".

## Carreira

### Industrial

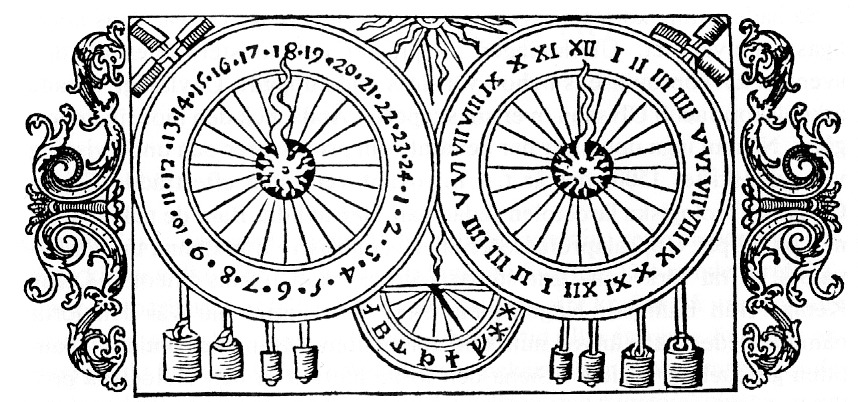
Xilogravura do século XVI da História de Olaus Magnus, supostamente representando o relógio astronômico na Catedral de Uppsala.

De acordo com a autobiografia de Polhem, o evento que marcou o início de sua carreira foi o conserto bem-sucedido do inacabado relógio astronômico medieval (século XVI) projetado por Petrus Astronomus na Catedral de Uppsala, que permaneceu inacabado e quebrado por mais de um século.
Em 1690, Polhem foi nomeado para melhorar as atuais operações de mineração da Suécia. Sua contribuição foi uma construção para levantamento e transporte de minério de minas, um processo bastante arriscado e ineficiente na época. A construção consistia em um sistema de trilhos para levantamento do minério, ao invés de arames; a construção foi movida inteiramente por uma roda d'água. O trabalho humano necessário limitava-se ao carregamento dos contêineres. Sendo novo e revolucionário , o trabalho de Polhem chegou ao rei Carlos XI da Suécia, que ficou tão impressionado com o trabalho que o designou para melhorar a principal operação de mineração da Suécia; a Mina Falun em Dalarna.
Financiado pela autoridade de mineração sueca, Polhem viajou por toda a Europa, estudando desenvolvimento mecânico. Ele retornou à Suécia em 1697 para estabelecer o laboratorium mechanicum em Estocolmo, uma instalação para o treinamento de engenheiros, bem como um laboratório para testar e exibir seus projetos. Desde então, tornou-se o prestigiado KTH Royal Institute of Technology, cuja história começou com o Rei Charles XI e seus elogios a Christopher Polhem por seus esforços de mineração.

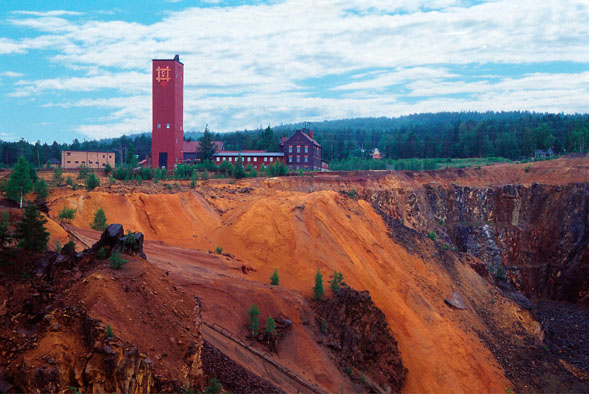
Mina de cobre Falun como parece hoje.

Sua maior conquista foi uma fábrica automatizada movida inteiramente a água; a automação era muito incomum na época. Construído em 1699 em Stjärnsund, a fábrica produzia uma série de produtos, incluindo a fabricação de facas, fechaduras e relógios. O desenvolvimento da fábrica foi derivado da ideia de que a Suécia deveria exportar menos matérias-primas e, em vez disso, processá-las dentro de suas próprias fronteiras. A fábrica encontrou grande resistência entre os trabalhadores que temiam serem substituídos por máquinas. Eventualmente, a maior parte da fábrica foi destruída em um incêndio em 1734, deixando apenas a parte da fábrica que produzia relógios. A fábrica continuou produzindo relógios, caracterizados por sua alta qualidade e baixo preço. Embora a popularidade dos relógios tenha diminuído durante o início do século XIX, a fabricação de relógios continua até hoje em Stjärnsund, ainda produzindo cerca de vinte relógios do projeto Polhem por ano.

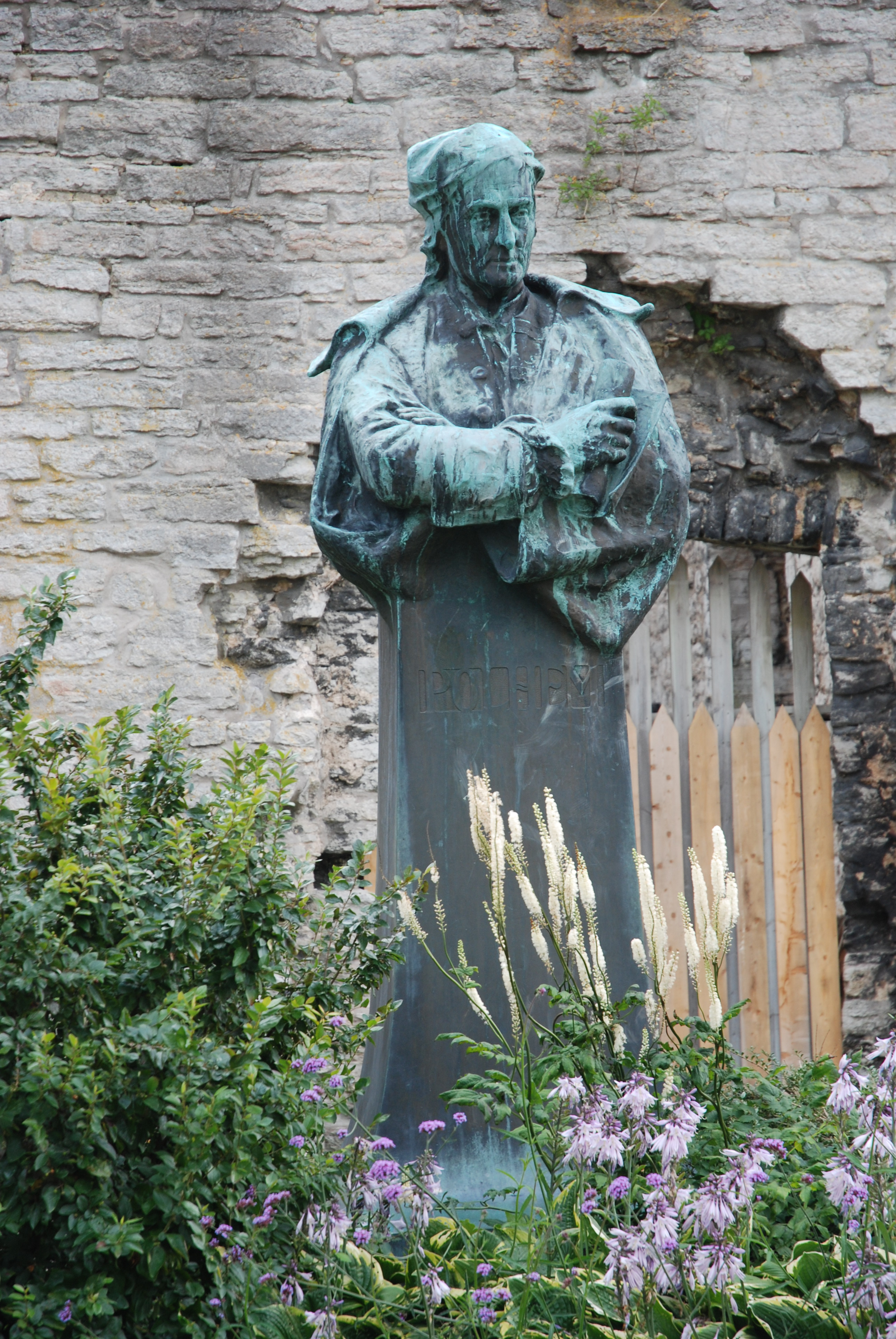
Estátua de Christopher Polhem de Theodor Lundberg fora das ruínas da Igreja Drotten em Visby (bronze, 1911)

Outro produto da fábrica foram as "fechaduras Polhem" (sueco: Polhemslås), essencialmente o primeiro desenho da variação de cadeados comuns hoje em dia. Economicamente, a fábrica era inviável, mas o rei da época, Carlos XII, apoiou e liberou Polhem de impostos para encorajar seus esforços. A fábrica de Stjärnsund foi visitada por um de seus contemporâneos, Carl Linnaeus, que escreveu sobre a fábrica em seus diários como "Nada é mais otimista do que Stjärnsund" (em sueco: Intet är spekulativare än Stjärnsund).
Polhem também contribuiu para a construção do Canal Göta, um canal que conecta as costas leste e oeste da Suécia. Junto com Carlos XII da Suécia, ele planejou a construção de partes do canal, particularmente as eclusas do canal no século XVIII; não deveria ser concluído até 1832, muito depois de sua morte.
Outras contribuições importantes feitas por Polhem foram as construções de docas secas , represas e eclusas de canal, que ele projetou junto com seu assistente e amigo Emanuel Swedenborg.

### Outros campos
Polhem não era apenas ativo no campo da mecânica, ele também escrevia ensaios sobre medicina, crítica social, astronomia, geologia e economia.